# Romain-Vincent Jeuffroy
Romain-Vincent Jeuffroy, né le 16 juillet 1749 à Rouen et mort le 2 août 1826 à Louveciennes, est un graveur en pierre fine et médailleur français.

## Biographie
Après que Jacques Guay eut cessé de travailler, le comte d’Angiviller tente de faire revivre la gravure sur pierre fine. Il décide, par ses promesses, Romain-Vincent Jeuffroy à s’y livrer, mais il ne tient pas ses engagements. Alors celui-ci va à Rome, puis à Naples où il passe dix ans pendant lesquels il produit beaucoup d’ouvrages, soit en creux, soit en relief, dont plusieurs sont conservés à Paris au département des Monnaies, médailles et antiques de la Bibliothèque nationale de France ; ils viennent du marquis Jean-Baptiste-Charles-François de Clermont-d'Amboise, ambassadeur de France à Naples, qui était son protecteur et pour lequel il travailla beaucoup.
De retour à Paris, il grave quelques portraits qui lui assure sa réputation, mais manquant de travaux, il accepte les propositions du roi de Pologne Stanislas II et va s’établir à Varsovie en 1790.
Après son retour à Paris, Jeuffroy est nommé membre de l’Institut en 1803. Parmi ses portraits, on cite ceux du roi de Pologne, du prince Lubomirski, de Julie Clary, reine consort de Naples.
Directeur de La Monnaie, il concourt en l’an XI pour le dessin de la pièce de 5 francs.
Romain-Vincent Jeuffroy est nommé chevalier de la Légion d'honneur en 1819.

Œuvres de Romain-Vincent Jeuffroy
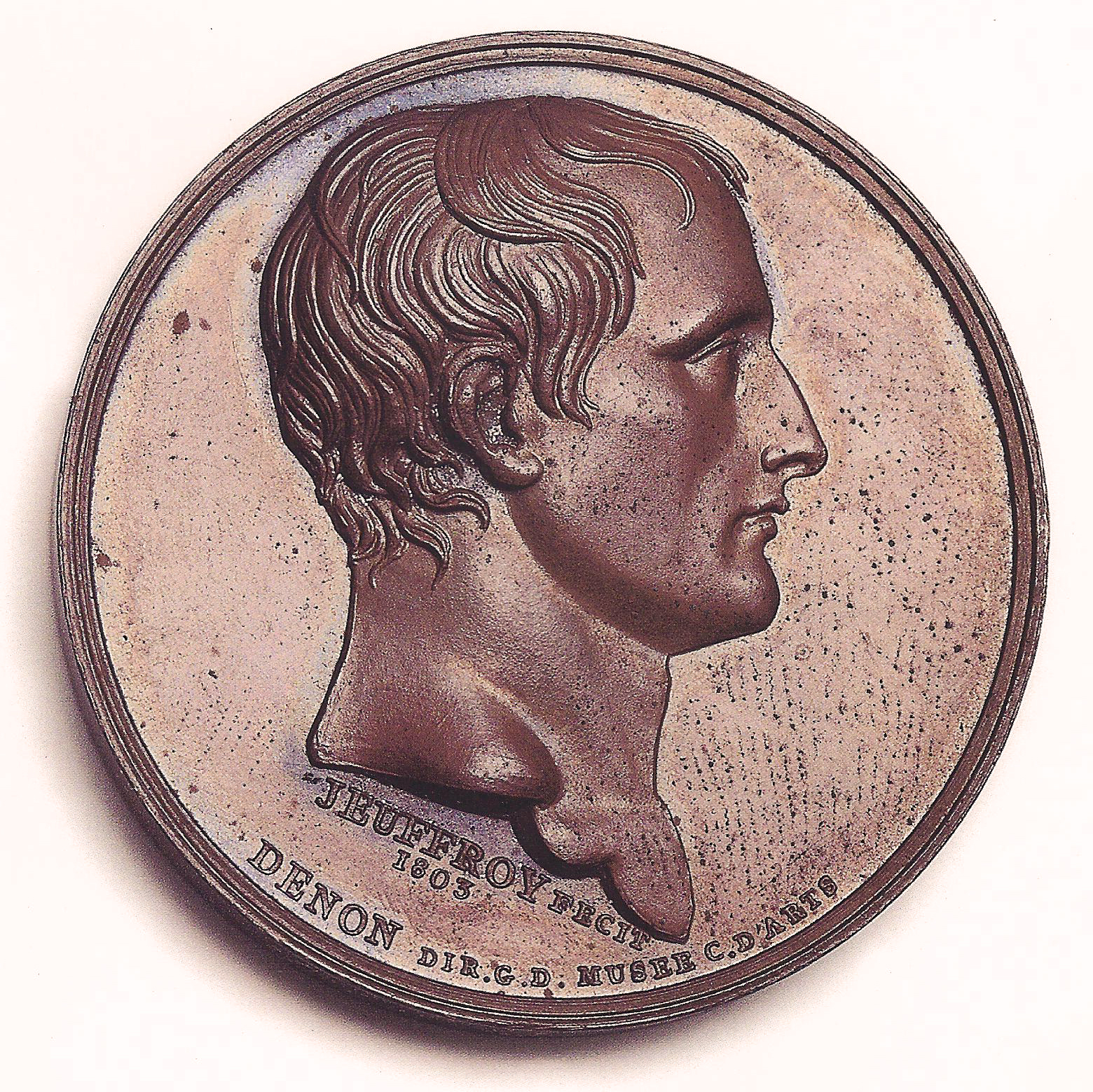
Napoléon Bonaparte (1803), médaille.
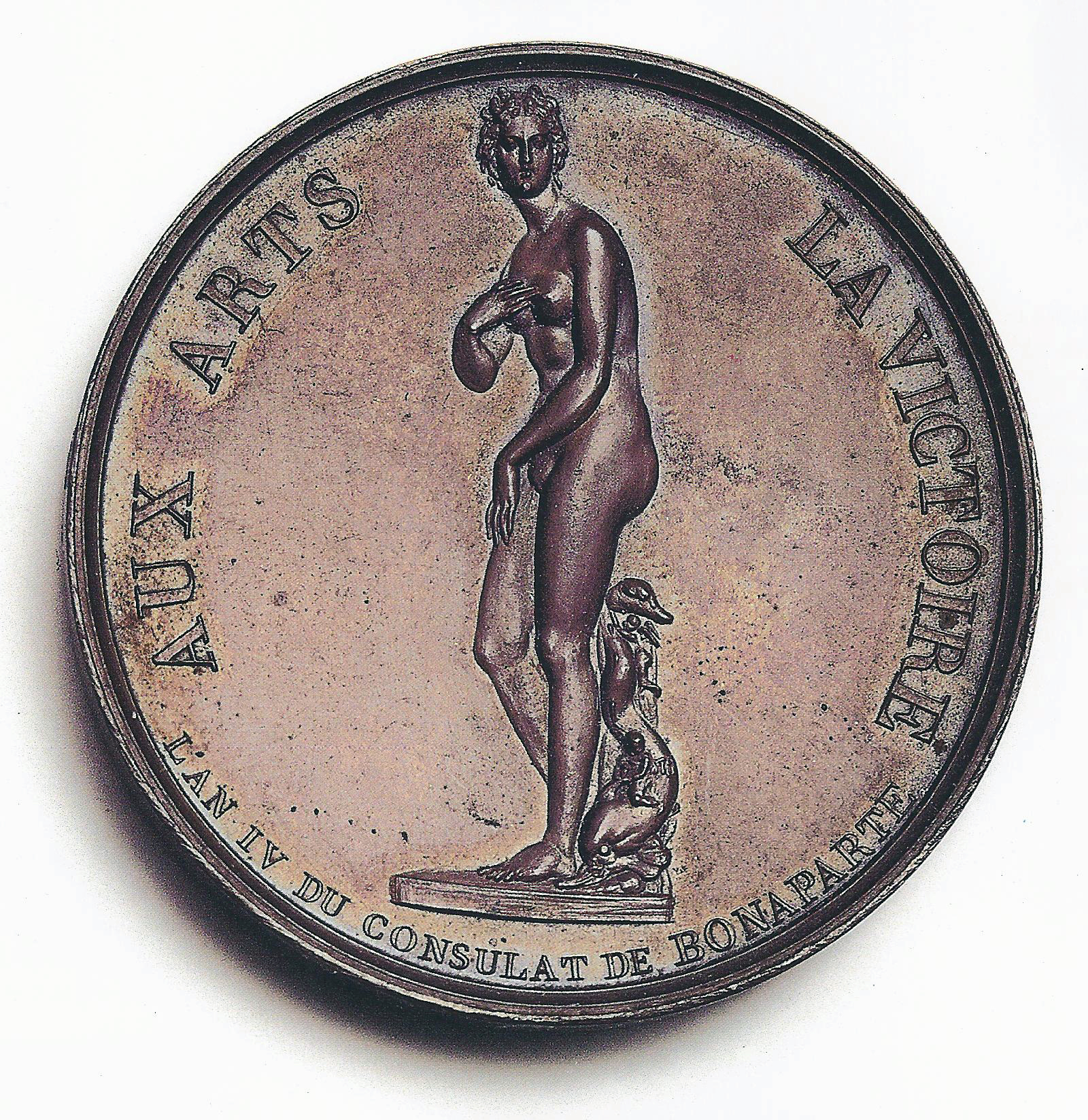
Vénus (1803), médaille.
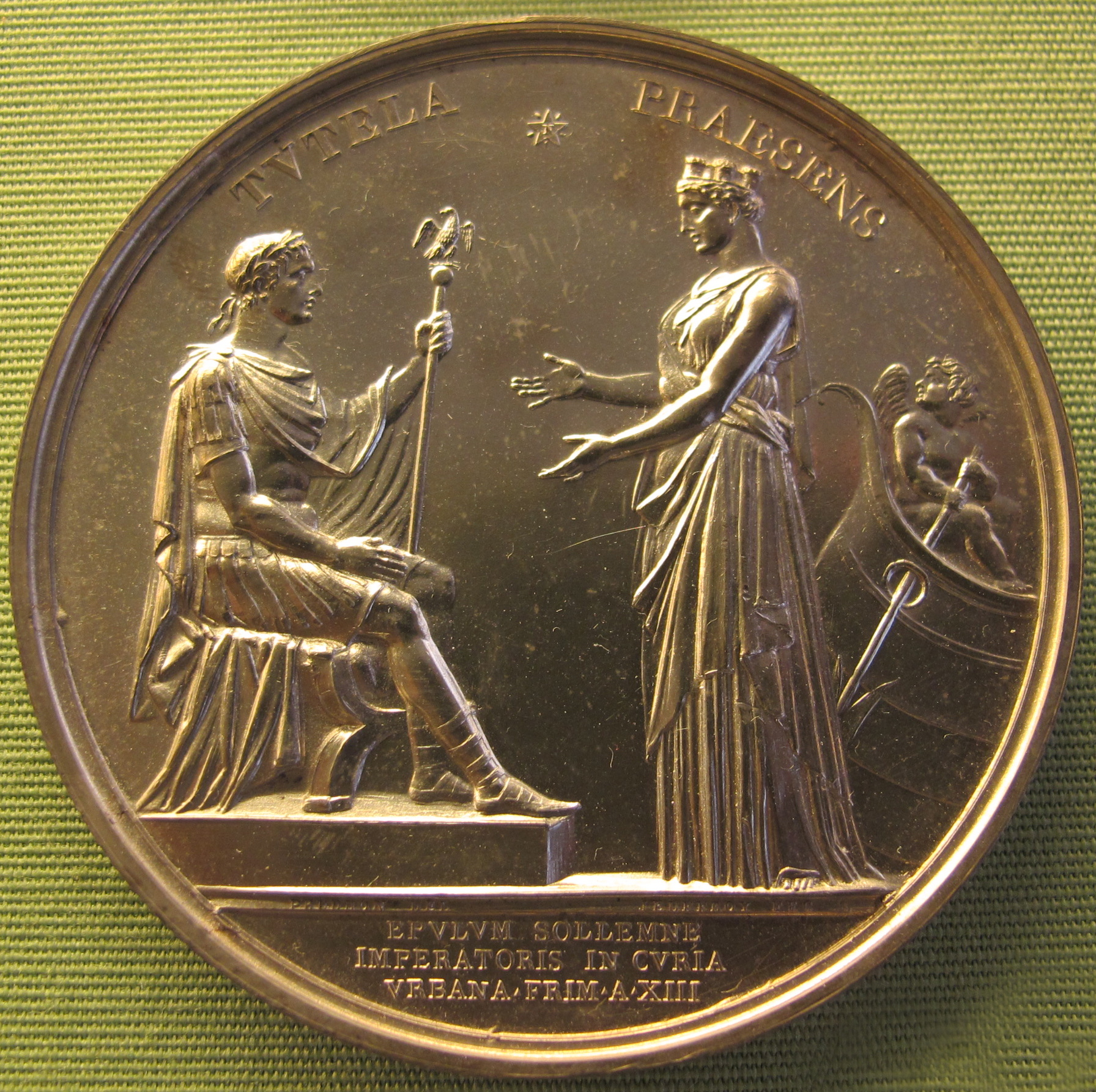
Le Couronnement de Napoléon Ier, médaille.